# Bryan Linssen
Bryan Linssen est un footballeur néerlandais, né le 8 octobre 1990 à Neeritter. Il évolue au poste de milieu offensif avec NEC Nimègue.

## Palmarès
Vierge

## Statistiques
| Saison    | Club            | Pays           | Championnat         | Coupes nationales | Coupes continentales |
| --------- | --------------- | -------------- | ------------------- | ----------------- | -------------------- |
| 2008-2009 | Fortuna Sittard | Eerste divisie | 14 matchs / 4 buts  | -                 | -                    |
| 2009-2010 | MVV Maastricht  | Eerste divisie | 30 matchs / 7 buts  | 1 match           | -                    |
| 2010-2011 | VVV Venlo       | Eredivisie     | 10 matchs           | 1 match           | -                    |
| 2011-2012 | VVV Venlo       | Eredivisie     | 26 matchs / 4 buts  | 1 match           | -                    |
| 2012-2013 | VVV Venlo       | Eredivisie     | 34 matchs / 8 buts  | 3 matchs / 2 buts | -                    |
| 2013-2014 | Heracles Almelo | Eredivisie     | 31 matchs / 11 buts | 3 matchs / 2 buts | -                    |
| 2014-2015 | Heracles Almelo | Eredivisie     | 33 matchs / 10 buts | 3 matchs / 2 buts | -                    |
| 2015-2016 | FC Groningue    | Eredivisie     | 28 matchs / 3 buts  | 5 matchs / 2 buts | (C3) 6 matchs        |
| 2016-2017 | FC Groningue    | Eredivisie     | 18 matchs / 1 but   | 1 match           | -                    |

Dernière mise à jour le 19/02/2017